# Delta Arae
Delta Arae (δ Ara) es una estrella en la constelación de Ara, el altar.
De magnitud aparente +3,60, es el quinto punto más brillante en su constelación detrás de α Arae, β Arae, ζ Arae y γ Arae.
Aunque no tiene nombre propio habitual, en China es conocida —junto a ζ Arae— como Tseen Yin, «el cielo oscuro».

## Características
Delta Arae es una estrella blanco-azulada de la secuencia principal de tipo espectral B8Vn.
Tiene una temperatura superficial de 11.962 K y una luminosidad 175 veces superior a la luminosidad solar.
Su radio, estimado de acuerdo a modelos teóricos, es 2,6 veces más grande que el del Sol, pero el calculado a partir de su diámetro angular y distancia es de 5,5 radios solares.
Gira sobre sí misma muy rápidamente, siendo su velocidad de rotación proyectada de 265 km/s.
Posee una masa de 3,24 masas solares y su edad se cifra en 125 millones de años.
De acuerdo con la nueva reducción de los datos de paralaje del satélite Hipparcos, se encuentra a 198 ± 4 años luz del sistema solar.

## Posible compañera estelar
Delta Arae puede formar una binaria amplia con una estrella de magnitud +9,51.
Dicha compañera estelar tendría tipo espectral G8V y un 83% de la masa del Sol.
El vínculo físico entre ambas estrellas no está confirmado.